# Hawes Col
Hawes Col är ett bergspass i Antarktis. Det ligger i Sydorkneyöarna. Argentina och Storbritannien gör anspråk på området. Hawes Col ligger 108 meter över havet. Det ligger på ön Signy.
Terrängen runt Hawes Col är varierad. Trakten är obefolkad. Det finns inga samhällen i närheten. 